# Alliance biblique française
Pour les articles homonymes, voir ABF.
 (janvier 2025).
L'Alliance biblique française (ABF) est une association loi de 1901 sans but lucratif chrétienne œcuménique consacrée à la traduction et à la diffusion de la Bible. Fondée en 1947, elle est membre de l'Alliance biblique universelle. Elle est partenaire de l’éditeur Bibli'O.

## Historique
L'Alliance biblique française trouve son origine dans la fusion de la « Société biblique de Paris » (libérale, fondée en 1818), la « Société biblique de France » (évangélique, fondée en 1864 et ayant fusionné avec la Société biblique française et étrangère fondée en 1833) et la branche française de la British and Foreign Bible Society (installée en France depuis 1820).
Lors des Expositions universelles de Paris en 1867 et 1878, les Sociétés bibliques exposent dans un pavillon des ouvrages tirés de la bibliothèque historique, et diffusent des traductions modernes.
En 1947, sous l'impulsion du pasteur Marc Boegner, président de la Fédération protestante de France, ces trois entités se regroupent pour former l'Alliance biblique française.
En 1959, l'activité éditoriale de l'Alliance se concrétise par la création d'une SARL, la Société biblique française, chargée des travaux de publications et de distributions, spécialement dans le cercle des éditeurs et libraires.
En 1980, à la suite de l'impulsion donnée par la Traduction œcuménique de la Bible, des membres non-protestants intègrent le conseil administratif de l'Alliance biblique française. L'ABF devient une association œcuménique, rassemblant protestants, catholiques et orthodoxes autour de la diffusion de la Bible.
En février 2010, l'ABF inaugure à la Maison de l'UNESCO une exposition, « La Bible, patrimoine de l'humanité ». Elle est présentée de façon permanente à l'abbaye de Belval à Troisvaux, Pas-de-Calais. Une version itinérante est exposée de façon temporaire en France et dans les pays de la francophonie. Elle publie cette même année une traduction de l'Évangile selon Luc en langue des signes française sous forme de trois DVD vidéo. En 2014, une Bible interconfessionnelle dédiée au milieu carcéral est développée avec les aumôniers de prison catholiques et protestants, dans le cadre du projet « Parole de liberté ».

## Traductions
Elle édite aujourd'hui cinq traductions de la Bible, dont trois sont œcuméniques, et les met en ligne,,. Chaque traduction est déclinée en plusieurs versions. Elle édite aussi des instruments de critique biblique et d'exégèse : concordances, traductions interlinéaires, dictionnaires.
Deux traductions sont en langue soutenue, littéraires et fidèles aux textes originaux :
- La Bible Segond (1910)
- La Bible 'La Colombe' (révision de la Bible Segond 1978)
- La Nouvelle Bible Segond (NBS, révision de la Bible Segond, 2002)

Une traduction est en français courant, plus fidèle au sens qu'à la forme originale :
- La Bible en français courant (1997)
- La Bible expliquée
- ZeBible (version pour les 15-25 ans, 2011)

Une traduction est en français simplifié, de la langue parlée :
- La Bible Parole de Vie (2005)
- La Bible illustrée par Annie Vallotton (2009)

Une traduction œcuménique en français courant, avec les livres deutérocanoniques reconnus par l'église catholique et des textes propres aux églises orthodoxes :
- La Traduction œcuménique de la Bible (2010)

## Bibliothèque historique
L'Alliance biblique française dispose d'une riche collection de bibles anciennes. Ces 2500 Bibles, Psautiers, Nouveaux Testaments sont rassemblés dans une belle bibliothèque historique située au sous-sol du 6Lhomond, les locaux de l’Alliance biblique française. Cette collection s'est progressivement constituée au fil des siècles.

## Affiliations
L'Alliance biblique française est affiliée à l’Alliance biblique universelle. Fondée en 1946, l'Alliance biblique universelle est un réseau mondial de Sociétés bibliques actives dans 240 pays et territoires à travers le monde. L'Alliance biblique universelle est membre consultatif de l'UNESCO.